# ۲۴ (فیلم ۲۰۱۵)
"24" (انگلیسی: ۲۴) یک فیلم به کارگردانی ویکرام کومار است.
www.24movie.org